# Nagroda Literacka Skrzydła Dedala
Nagroda Literacka Skrzydła Dedala – wyróżnienie ustanowione przez Bibliotekę Narodową w 2015 roku. Nagroda jest przyznawana corocznie pisarzom za książkę lub całokształt twórczości w dziedzinie literatury pięknej, ze szczególnym uwzględnieniem prozy, krytyki literackiej, artystycznej, historii oraz szeroko rozumianej problematyki społecznej.
Nagroda nawiązuje do idei Nagrody im. Andrzeja Kijowskiego, przyznawanej w latach 1985–1989 przez Komitet Kultury Niezależnej, a następnie w latach 1995–2008 przez Zakład Narodowy im. Ossolińskich we Wrocławiu (Ossolineum) i w latach 2010–2012 przez Bibliotekę Narodową.
W związku z wybuchem pandemii koronawirusa, przyznawanie nagród wstrzymano po 2019 roku, w 2023 zdecydowano się przyznać ją wstecznie za trzy ostatnie lata.

## Laureaci
- 2015: Przemysław Dakowicz za całokształt twórczości, ze szczególnym uwzględnieniem książki Afazja polska, Wydawnictwo Sic!
- 2016: dwa równorzędne wyróżnienia
  - Marta Kwaśnicka za książkę Jadwiga, wyd. Teologia Polityczna
  - Renata Lis za książkę W lodach Prowansji. Bunin na wygnaniu, Wydawnictwo Sic!
- 2017: Andrzej Nowak za całokształt twórczości, ze szczególnym uwzględnieniem trzech tomów Dziejów Polski, wyd. Biały Kruk
- 2018: Wojciech Tomczyk za książkę Dramaty, Państwowy Instytut Wydawniczy, Teologia Polityczna
- 2019: Piotr Nowak za bezkompromisową analizę problemów współczesnej kultury, ze szczególnym uwzględnieniem książki Przemoc i słowa. W kręgu filozofii politycznej Hannah Arendt, Fundacja Augusta Hrabiego Cieszkowskiego
- 2020: Małgorzata Musierowicz za całokształt twórczości, w której z odwagą, humorem i przenikliwością uchwycone zostało piękno i dobro codziennego życia w sposób wolny od banału i kiczu. Za pochwałę etosu inteligenta, wysokiej próby kunszt literacki i swadę narracyjną
- 2021: Jan Tomkowski za całokształt twórczości
- 2022: Piotr Wierzbicki za całokształt twórczości ze szczególnym uwzględnieniem różnorodności tematów, mistrzowską precyzję języka i trafność sądów oraz za nonkonformizm i wierność zdrowemu rozsądkowi we wszystkim, o czym pisał
- 2023 : Andrzej Kopacki za twórcze poszukiwanie języka poetyckiego, który w zmodyfikowanych formach klasycznych wyraża zagubienie człowieka pospolitego w chaotycznym świecie współczesnym
- 2024: Henryk Grynberg za trylogię Żydowska wojna, Zwycięstwo, Ojczyzna (wydanie zbiorcze poprawione: Żydowska wojna raz jeszcze, Państwowy Instytut Wydawniczy), „w których w bezkompromisowy, ale i sprawiedliwy sposób podejmuje newralgiczny temat stosunków polsko-żydowskich w okresie okupacji i po wojnie – dając świadectwo prawdzie i wstrząsając sumieniem czytelnika”[2]

## Kapituła
Laureaci są wskazywani przez jurorów, powołanych przez Dyrektora Biblioteki Narodowej:
- 2015: Włodzimierz Bolecki (przewodniczący), Tomasz Burek, Dariusz Gawin, Antoni Libera, Wanda Zwinogrodzka
- od 2016: Włodzimierz Bolecki (przewodniczący), Tomasz Bocheński, Antoni Libera, o. Janusz Pyda OP

W ocenie jury brane są pod uwagę istotne walory poznawcze twórczości nominowanych autorów, a także niekonwencjonalność sądów, opinii, odwaga i precyzja myśli oraz piękno słowa.

## Forma nagrody
Laureat Nagrody otrzymuje list gratulacyjny oraz nagrodę pieniężną ufundowaną przez Bibliotekę Narodową.